# Herdenkingsmonument Liessel

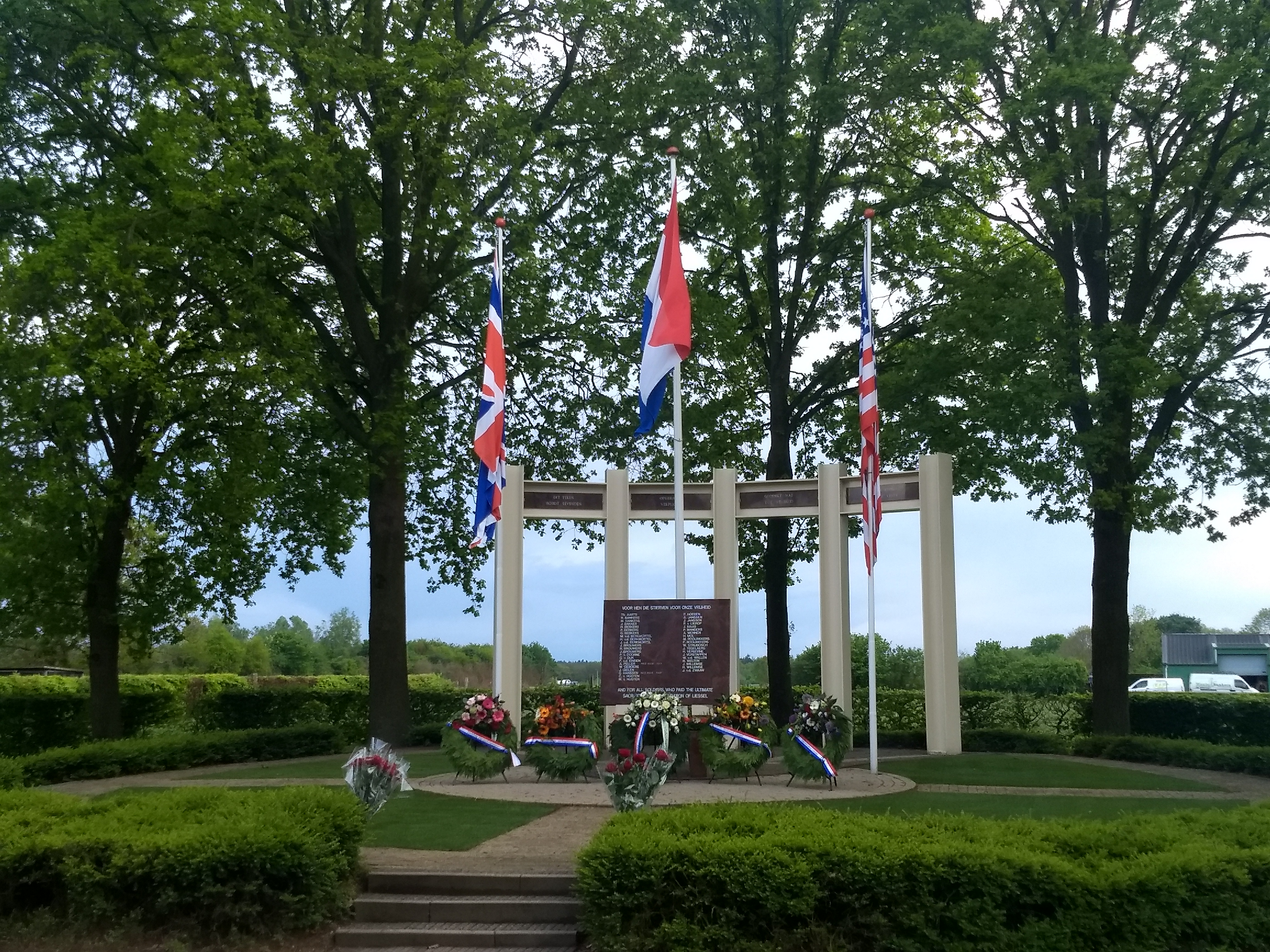
Foto van het monument in Liessel

Herdenkingsmonument Liessel is een monument voor de herdenking van de burgers en geallieerde soldaten die tijdens de Tweede Wereldoorlog gesneuveld zijn. Ook twee Liesselse soldaten, die tijdens de Indonesische Onafhankelijkheidsoorlog gestorven zijn, worden met dit monument geëerd. Het monument was een initiatief van Stichting Liessel Promotion (SLP) en onthuld op 4 mei 1992. Het monument staat op de hoek van de Monseigneur Berkvenstraat en de Leenselweg tussen Liessel en Asten.

## Geschiedenis
Direct na de oorlog kwam er geen monument in Liessel. Herdenkingsgedachte was een ontwikkeling van de latere 20e eeuw, toen er niet meer aan wederopbouw gedacht hoefde te worden. Het initiatief voor de bouw van dit monument kwam van de Stichting Liessel Promotion. Deze stichting kreeg steun van De club van oud-strijders. De bouw van het monument werd uiteindelijk gerealiseerd met behulp van verschillende particulieren, instellingen en bedrijven binnen en buiten Liessel. Het gebouw is onthuld bij de dodenherdenking van 1992, hierbij waren ook twee Britse veteranen aanwezig. De zorg over het monument ligt nu in hadden van de Stichting Herdenkingsmonument Liessel (SHL). Deze stichting is ontstaan uit het comité Herdenkingsmonument dat in 1991 door de SLP gevormd is. Vanaf 1993 heeft de SHL twee taken. Zorgen dat het monument onderhouden wordt en zorgen dat er jaarlijks herdenkingen gehouden worden.

## Locatie
De locatie van het monument is een betekenisvolle. Het is de plek vanuit waar de Engelse soldaten Liessel binnentrokken als onderdeel van operatie Market Garden. Dit is ook de plek waar Liessel door Schotse legereenheden verdedigd werd ten tijde van de Duitse tegenaanval. Verder zijn hier 12 Liesselse burgers in een klap gestorven tijdens de oorlog. Op het monument staat verder niet hoe.
Verder is de locatie ook zeer praktisch. Prominent geplaatst in de bocht van de hoofdweg tussen Asten en Liessel is het monument goed zichtbaar voor langsrijdende automobilisten en fietsers. Het monument is ook net buiten de bebouwde kom van Liessel geplaatst. Hierdoor verliest het haar aandacht niet aan omliggende gebouwen. Het monument is ook niet te ver buiten Liessel geplaatst. Hierdoor kan er elk jaar met dodenherdenking een stille tocht vanuit het plein voor de kastanje, in het centrum van Liessel, gehouden worden.
Het monument zelf is omringd door een klein parkje. In het parkje staat een informatiebord met uitleg over Liessel tijdens de Tweede Wereldoorlog en een informatiebord met uitleg over het monument. Verder staan er nog twee houten bankjes waarvan een gewijd is aan de Schotten die Liessel verdedigd hebben tegen het Duitse tegenoffensief.

## Vormgeving
Het monument is een cirkelvormig stenen terras, omringd door een lage heg met drie openingen. Centraal op dit terras staat een stenen plaat met daarop de tekst “VOOR HEN DIE STIERVEN VOOR ONZE VRIJHEID”. Hieronder staan de namen van hen die gestorven zijn op alfabetische volgorde van achternamen en daaronder staat de bovenstaande leus in het Engels. Deze plaat is omringd door drie vlaggenmasten, waar rond dodenherdenking respectievelijk de Britse, Nederlandse en Amerikaanse vlag hangen. Op 4 mei worden hiervoor elk jaar kransen geplaatst door verschillende lokale stichtingen en wordt het monument versierd met bloemen. Achter dit tafereel staan vijf pilaren die vier panelen hooghouden met daarop een gedicht van Theo Hoogbergen dat luidt:
DIT TEKEN OPGERICHT GEDENKT WAT DODEN DEDEN
HOUDT LEVENDEN	VERPLICHT TOT VRIJHEID	EN TOT VREDE
Dit geheel is een ontwerp van de Liesselse architect Laurens de Jonge.